# Les héros n'ont pas froid aux oreilles
Les héros n'ont pas froid aux oreilles és una pel·lícula francesa dirigida per Charles Némès, estrenada el 1979.

## Argument
Dos solters, cosins, treballen al mateix banc i comparteixen el mateix allotjament. Decideixen llogar un cotxe per un cap de setmana d'escapada, no lluny de la regió parisenca...

## Repartiment
- Daniel Auteuil: Jean-Bernard
- Gérard Jugnot: Pierre
- Anne Jousset: Karine
- Henri Guybet: Bertier
- Patricia Karim: Jacqueline
- Roland Giraud: El director
- Josiane Balasko: Una clienta
- Martine Laroche-joubert: Una clienta bonica
- Gérard Lanvin: El vigilant
- Roger Riffard: L'agent en ciclomotor
- Jacques Legras: L'agent estranger
- Michel Blanc: Un vianant
- Bruno Moynot: El llogador de cotxes
- Thierry Lhermitte: El lladre de pneumàtics
- Christophe Malavoy: El conductor de l'R5

## Al Voltant de la pel·lícula
- La pel·lícula va ser rodada a París, Bagneux Hauts-de-Seine i Montgé-en-goële (Sena i Marne).
- Destacar, les aparicions de Martin Lamotte al paper del nuvi, així com de Christian Clavier i Marie-anne Chazel, la parella del 2 CV.